# Richard de Bury
Richard de Bury (známý také jako Richard Aungerville nebo Aungervyle) (* 24. ledna 1281 nebo 1286/1287 u Bury St. Edmund’s v Suffolku – 14. dubna 1345 v Durhamu) byl v letech 1333 až 1345 biskupem v Durhamu. De Bury byl královským dvorním úředníkem a vyslancem, pastorem, učitelem, podporovatelem vzdělávání a spisovatelem. Zvláště známý byl jako sběratel knih a autor prvního spisu o bibliofilii.

## Život

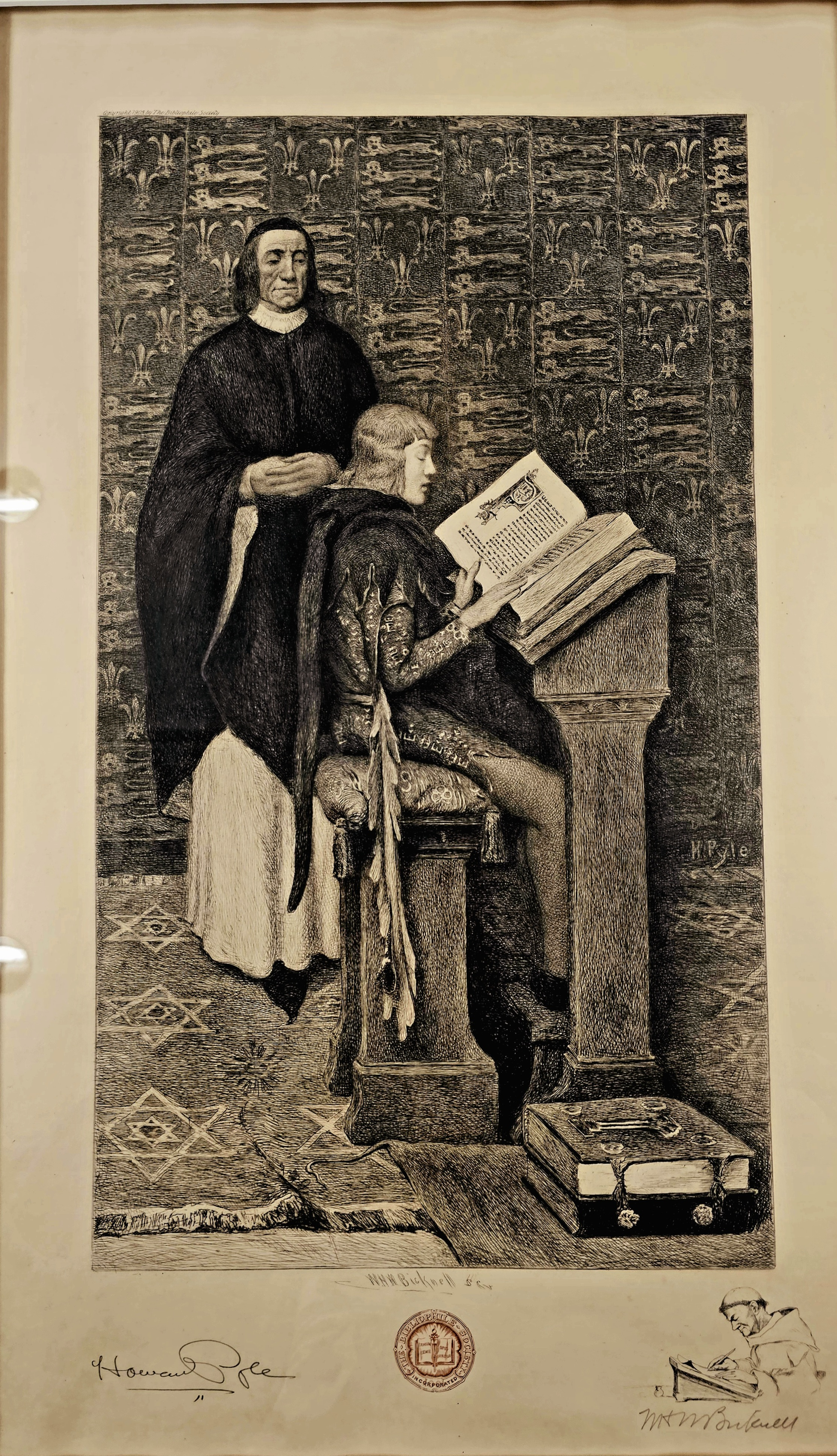
Richard de Bury a mladý Edward III.

Jako syn Sira Richarda Aungervyle narozený v blízkosti Bury St. Edmuind‘s v hrabství Suffolk byl nejprve vychováván svým strýcem Johnem de Willoughby. Poté se vzdělával na gymnáziu v sedmi svobodných uměních. Po absolvování vysoké školy v Oxfordu, kde studoval filozofii a teologii, se v letech 1327 až 1329 stal královským diplomatem a lordem kancléřem krále Eduarda III., jehož vychovatelem kdysi byl. V letech 1330 a 1333 odcestoval jako vyslanec krále Eduarda III. do Avignonu, kde se setkal s Franceskem Petrarcou. Petrarcovo nadšení pro literaturu na něj velmi zapůsobilo. Roku 1333 jmenoval Eduard III. Richarda de Bury biskupem v Durhamu. Poté byl de Bury často z králova pověření na obchodních cestách, které ho několikrát zavedly do Skotska, ale také na evropský kontinent. V Koblenzu se v roce 1338 setkal s císařem Ludvíkem IV. Jako diplomat s úspěchem vyjednával se Skoty, jeho mírové poslání s cílem odvrácení Stoleté války však úspěšné nebylo. Po roce 1342 se stáhl z politického života a soustředil se na biskupství a budování své knihovny. Ta byla brzy po jeho smrti roku 1345 a po zrušení durhamské koleje v Oxfordu králem Jindřichem VIII. rozebrána. Jsou známy jen dva zbylé svazky: jedním je kopie děl Johna of Salisbury v Britském muzeu, druhým několik teologických studií Anselma z Canterbury a dalších v Bodleyově knihovně v Oxfordu.

## Philobiblon
Ve své knize Philobiblon (název vychází z řeckého „láska ke knihám“) napsané roku 1344 (první vydání Kolín 1473) chválí Richard de Bury uměleckou latinou plnou nadšení a fantazie hodnotu knih a zdůvodňuje, proč musí být oblíbené. Stěžuje si na jejich nedoceňování a na ničivé války. Popisuje své hledání a objevy, ceny knih, své studie a vlastní představy čtenářské kultury a vysvětluje, jak by měla být organizována knihovna. Kniha je rozdělena do dvaceti kapitol, které se věnují pořizování knih, péči o knihy, výhodám pro milovníky knih, ale i ohrožování knih válkami. Podle jeho názoru nemůže mít stejný člověk rád jak zlato, tak i knihy. Píše kromě jiného, že „knihy jsou pravým bohatstvím světa, božím darem, z něhož nikdy nemůžeme získat dost, nepostradatelným pro ty, kteří hledají pravdu, vědění a moudrost“. V knihách potkáváme mrtvé, jako kdyby ještě byli mezi živými. Svou velkou lásku ke knihám vyjádřil takto:
Knihy, jste zlaté nádoby naplněné manou; skály, z nichž prýští med; vémě, kypící mlékem života, nevyčerpatelné zdroje; proud z rajské zahrady rozdělený do čtyř hlavních proudů, který osvěžuje lidskou duši a žíznivého ducha svlaží a napojí; olivy obsypané plody, vína z Engaddi; fíkovníky, které neznají neúrodu; hořící lampy, které je třeba stále nosit v rukách.
Kniha je učitel bez hole a metly, bez křiku a zlosti. Nikdy nespí, když k němu přijdeme; ptáme-li se ho, nezatají své myšlenky; když se mýlíme, neposmívá se.

## Díla
- Philobiblon v The Latin Library
- Liber Epistolaris (vyd. Noel Denholm-Young, Oxford, 1950)
- Philobiblon, seu De amore librorum. Drucker des Augustinus, De fide (=Johann Solidi?), Kolín 1473. (Digitalizováno)
- Alfred Hartmann (vyd..): Richardus de Bury, Philobiblon oder die Liebe zu den Büchern. Schweizerische Bibliophilen-Gesellschaft, Bern 1955 (latinsky-německy)
- Ernest C. Thomas (Hrsg.): Richard de Bury, Philobiblon. The text and translation, s předmluvou od Michaela McLagana, Blackwell, Oxford 1960, Barnes & Noble, New York 1970

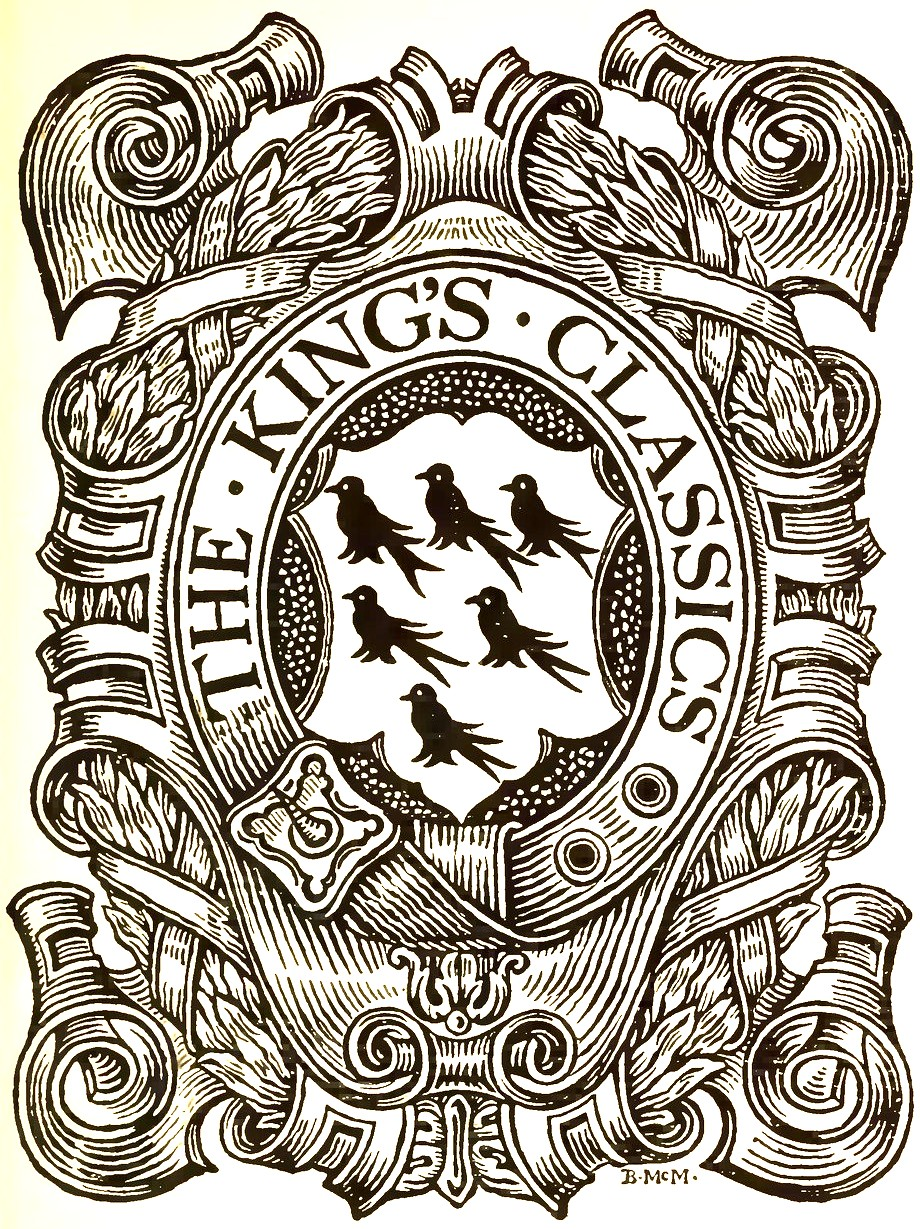
Philobiblon (1902) Richard de Bury

- Carlo Carena (vyd.): Richardus de Bury, Philobiblon. La passione per i libri (Archivi di arte antica). Allemandi, Torino u. a. 2006, (latinsky-italsky) ISBN 978-88-422-1243-0.

| Předchůdce        | Úřad                       | Nástupce        |
| Louis de Beaumont | Biskup z Durhamu 1333–1345 | Thomas Hatfield |
| John Stratford    | Lord kancléř 1334–1335     | John Stratford  |